# مندز (جورجیا)
مندز (به انگلیسی: Mendes) یک منطقهٔ مسکونی در ایالات متحده آمریکا است که در جورجیا واقع شده‌است. مندز ۱۲۲ نفر جمعیت دارد و ۵۴٫۸۶ متر بالاتر از سطح دریا واقع شده‌است.